# Dokumenten-Technologien
Dokumenten-Technologien ist die Übertragung des englischsprachigen Begriffes DRT Document Related Technologies ins Deutsche. Dokumenten-Technologien dienen zur Erzeugung, Erfassung, Erschließung, Verwaltung, Aufbereitung, Bereitstellung, Verteilung, Sicherung und Bewahrung von elektronischen Dokumenten.

## Document Related Technologies
Dokumenten-Technologien sind Dienste einer IT-Infrastruktur zur kontrollierten Nutzung elektronischer Dokumente unabhängig von Anwendung, Ort, Zeit und Erzeuger. Der Begriffsbestandteil Dokument (siehe auch Dokumentenmanagement) ist dabei aus inhaltlicher und rechtlicher Sicht definiert. Er hat damit eine andere Qualität als Daten, Information oder Content im Umfeld der Informationstechnik. Elektronische Dokumente definieren sich durch ihren Inhalt und rechtlichen Charakter und können in unterschiedlicher Form als strukturierte, schwach strukturierte oder unstrukturierte digitale Information vorliegen.
Das Akronym DRT und der Begriff Document Related Technologies wurde 1998 von Ulrich Kampffmeyer eingeführt. Der Begriff Dokumenten-Technologien ist aus technologischer Sicht geprägt und damit im Unterschied zu Dokumentenmanagement wesentlich weitergefaßt. DRT Document Related Technologies beinhaltet nach Kampffmeyer zwei unterschiedliche Ansätze:
- Systeme, die auf die Verarbeitung unstrukturierter oder schwach strukturierter Information („Dokumente“) spezialisiert sind
- dokumentenorientierte Funktionen, die in beliebige Anwendungen und IT-Infrastrukturen integriert werden

Letzterer Ansatz setzt sich zunehmend durch, da Dokumenten-Technologien als Server-Komponenten in modernen Dienste-Architekturen zur Infrastruktur werden.
Im Gegensatz zu den Anbietern klassischer DM-Systeme oder ECM-Systeme positionieren sich Anbieter von digitalen Drucksystemen, Outputmanagementlösungen und anderen dokumentenorientierten Produkten eher unter dieser Klassifikation. Hier wird dieser Begriff z. T. auch auf Verfahren und Technologien angewendet, die nicht auf elektronischer Informationstechnik basieren, und sich am Begriff des Papierdokumentes orientieren.

## Beispiele
Beispiele für den weitgefassten Anspruch von Dokumenten-Technologien sind Content-Management-Systeme und Dokumentenmanagement, Methoden des Informationsmanagement und der Dokumentation, beispielsweise in Bibliotheken und Archiven. Dokumenten-Technologien stellen die Basisfunktionen für Enterprise-Content-Management bereit.
Beispiele für die funktionalen Elemente und Komponenten von Dokumenten-Technologien entsprechend der aufgeführten Begriffe in der Definition sind:
- Erzeugung: z. B. Textverarbeitung, E-Mail, Textbausteinsysteme
- Erfassung: z. B. Scannen, Dateiimport, COLD
- Erschließung: z. B. Indizierung, Kategorisierung, Klassifikation, Registratur
- Verwaltung: z. B. Dokumentenmanagement, Enterprise-Content-Management, Datenbank, Dateisystem
- Aufbereitung: z. B. Konverter, OCR, PDF, Single Source Publishing
- Bereitstellung: z. B. Intranet, Portale, Webseiten, Druck, Elektronische Publikation, Output Management, Cross Media Publishing, Computer Output on Laserdisk
- Verteilung: z. B. Workflow, E-Mail, Groupware, Business Process Management
- Sicherung: z. B. elektronische Signatur, Datensicherung
- Bewahrung: z. B. elektronische Archivierung, Information Lifecycle Management, Langzeitarchivierung